# Rudolf Maister
Rudolf Josef Franz de Paula Maister (auch: Rudolf Majster; Pseudonym: Vojanov; * 29. März 1874 in Stein in Oberkrain, Österreich-Ungarn; † 26. Juli 1934 in Unec, Königreich Jugoslawien, heute Gemeinde Cerknica, Slowenien) war Offizier der k.u.k. Armee und ab 1918 der SHS-Armee. Außerdem war er slowenischer Nationalist und Dichter.

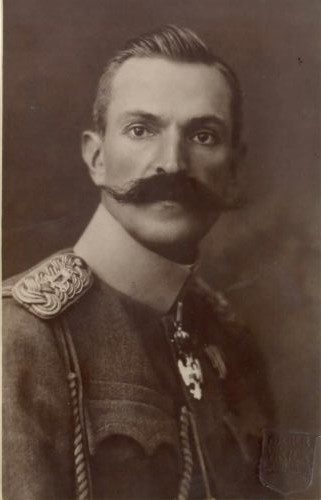
Rudolf Maister

## Militärische Laufbahn
Rudolf Maister stammte aus einer deutschsprachigen Familie, sein Vater Franz Maister war Finanzbeamter in Pettau/Ptuj, seine Mutter hieß Franziska geb. Tomšic. Als junger Erwachsener wandte er sich dem slowenischen Nationalismus zu und schrieb seinen Namen fortan Majster. Er machte eine Offizierslaufbahn in der österreich-ungarischen Armee. Während des Ersten Weltkriegs war er Kommandant des Landsturmregiments in Marburg an der Drau (Steiermark, heute Slowenien). Nachdem der Stadtrat von Marburg am 30. Oktober 1918, gegen Ende des Ersten Weltkrieges, die Zugehörigkeit der Stadt zu Deutschösterreich erklärt hatte, übernahm Major Rudolf Maister am 1. November 1918 die Befehlsgewalt über die Stadt Marburg. Hierzu wurde er vom slowenischen Nationalrat in Laibach zum General erhoben. Am 3. November stellte der Stadtrat von Marburg zur Verteidigung der Stadt und der Untersteiermark eine Schutzwehr aus deutschen Steirern auf, die von den Truppen Maisters bereits am 23. November zur Kapitulation gezwungen wurde. Er marschierte mit Hilfe von 4.000 örtlichen slowenischen Freiwilligen zur späteren jugoslawisch-österreichischen (heute slowenisch-österreichischen) Grenze vor, besetzte Ende November unter anderem Marenberg, Spielfeld, Mureck und Bad Radkersburg und sicherte somit die Untersteiermark für das neu gegründete Königreich der Serben, Kroaten und Slowenen (SHS, das spätere Jugoslawien). Darüber hinaus besetzten slowenische Einheiten große Teile des teilweise slowenischsprachigen Unterkärntens, die sie jedoch auf Grund des Widerstandes der Bevölkerung (siehe Kärntner Abwehrkampf) räumen mussten.
Am 27. Januar 1919 empfing General Maister im besetzten Marburg eine US-amerikanische Delegation unter Oberstleutnant Sherman Miles, mit der er über die zukünftige jugoslawische Nordgrenze verhandelte. Eine Demonstration von mehr als 10.000 deutschen Untersteirern auf dem Marburger Hauptplatz am selben Tag aus diesem Anlass ließ Maister vor dem Eintreffen der US-Militärdelegation gewaltsam auflösen (Marburger Blutsonntag), wobei 13 Demonstranten erschossen und 60 verwundet wurden. Während nach deutschen Angaben die Soldaten ohne Vorwarnung das Feuer eröffneten, sollen nach slowenischer Sicht die ersten Schüsse von Deutschen abgegeben worden sein. Nicht eindeutig geklärt ist die Bedeutung der Verhandlungen wie auch des Marburger Blutsonntags für die spätere Entscheidung der Entente, einen großen Teil der von Rudolf Maister besetzten Gebiete ohne Volksbefragung dem Königreich der Serben, Kroaten und Slowenen zuzuerkennen.

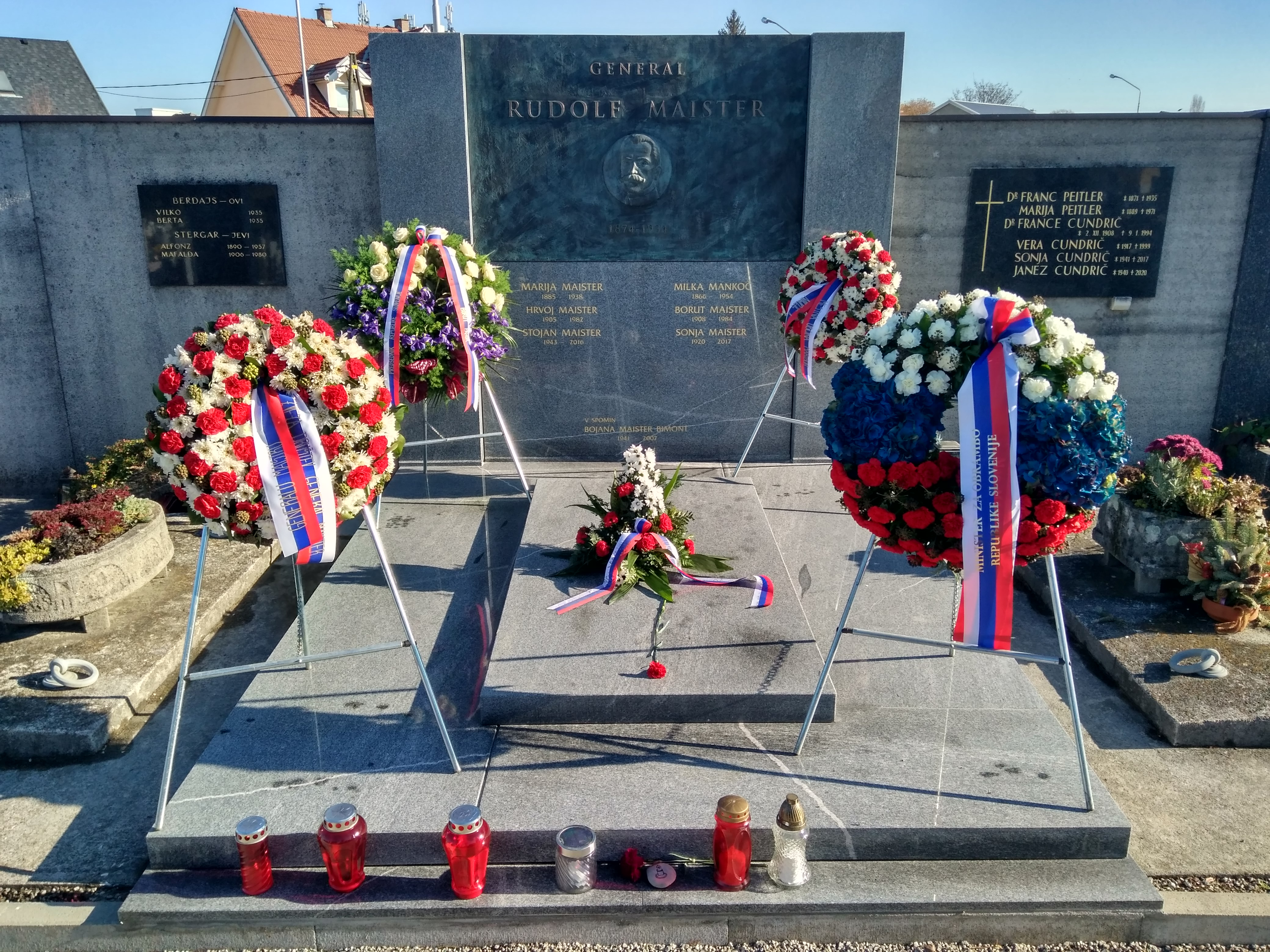
Das Grab von Rudolf Maister in Maribor.

Am 28. Mai 1919 marschierte Rudolf Maister erneut, diesmal gemeinsam mit serbischen Einheiten, in Kärnten ein und besetzte am 6. Juni Klagenfurt, das er jedoch nach Aufforderung des Obersten Rats der Alliierten in Paris am 18. September 1919 räumen musste. Für das umkämpfte Südkärnten sah der Vertrag von Saint Germain vom 10. September 1919 nämlich, sehr zur Verbitterung General Maisters, eine Volksabstimmung vor. Südkärnten („Zone A“) blieb vorerst von SHS-Truppen besetzt. Die Volksabstimmung am 10. Oktober 1920 ging zu Gunsten Österreichs aus. Danach bedurfte es internationaler diplomatischer Proteste, um bis zum 22. November 1920 den Abzug sämtlicher SHS-Truppen aus Österreich in seinen neu festgelegten (und bis heute gültigen) Grenzen zu erreichen.
Von 1921 bis 1923 war General Maister Vorsitzender der jugoslawischen Kommission zur Regelung des Grenzverlaufs mit Italien. Gegenüber Österreich war der neue SHS-Staat in einer vorteilhaften Position, bestand er doch zum beträchtlichen Teil aus dem mit der Entente verbündeten Serbien. Italien, das in zwölf Isonzoschlachten u. a. gegen die Slowenen und Kroaten gekämpft hatte, bestand hingegen auf großzügiger Kriegsbeute und annektierte daher nicht nur ganz Istrien, dessen nördlichster Teil heute zu Slowenien gehört, sondern auch den Karst und das slowenische Isonzotal mit einem breiten slowenisch besiedelten Gebietsstreifen. In den Verhandlungen mit Italien war daher für Maister so gut wie nichts zu gewinnen. 1923 wurde er gegen seinen Willen als Brigadegeneral in den Ruhestand versetzt und mit dem Orden des Weißen Adlers mit Schwert III. Stufe ausgezeichnet.

## Ehrungen ab Ende des 20. Jahrhunderts
Maister wird in Slowenien bis heute zu den Vätern des Staates gezählt, da ihm nach vorherrschender Ansicht die heutige slowenische Nordgrenze und somit die Zugehörigkeit der Untersteiermark und des Kärntner Mießtales zu Slowenien zu verdanken sind. In Laibach steht seit 1999 gegenüber dem Eingang des Hauptbahnhofs an der Ecke Platz der Befreiungsfront und Kolodvorska ulica ein Reiterstandbild, gestaltet von Jakov Brdar. In Marburg/Maribor sind eine Straße und der Platz Trg Generala Maistra ist nach ihm benannt. Neben dem Gymnasium wurde ein Bronzestandbild aufgestellt. In seiner Geburtsstadt Kamnik trägt ein Schulzentrum seinen Namen (Šolski Center Rudolfa Maistra).

## Werke

### Gedichte
- Poezije. 1904.
- Kitica mojih. 1929.

### Gesamtausgabe
- Pesmi generala Maistra: Poezije, Kitica mojih. 2003, ISBN 961-6433-18-0.